# Eriocoelum paniculatum
Eriocoelum paniculatum är en kinesträdsväxtart som beskrevs av John Gilbert Baker. Eriocoelum paniculatum ingår i släktet Eriocoelum och familjen kinesträdsväxter. Inga underarter finns listade i Catalogue of Life.